# Notoplites jeffreysii
Notoplites jeffreysii är en mossdjursart som först beskrevs av Norman 1868.  Notoplites jeffreysii ingår i släktet Notoplites och familjen Candidae. Arten är reproducerande i Sverige. Inga underarter finns listade i Catalogue of Life.